# JNNイブニング・ニュース
『JNNイブニング・ニュース』（ジェイエヌエヌ - 、英字表記：JNN EVENING NEWS）は、2005年3月28日から2009年3月27日（週末は2005年4月2日から2009年3月29日）まで、JNN（TBS）系列で放送された夕方のニュース番組である。2008年度は、土曜日以外（後述）で放送した。

## 概要
15年に渡って放送された『JNNニュースの森』に替わる新たな夕方の全国ニュースとして放送。デジタルハイビジョン番組（地上デジタル放送のみ）であり、リアルタイム字幕放送を実施。
新聞の番組表には、「イブN」や「Eニュース」と表記されることもある。
なお同じTBSのニュース番組でも、TBSニュースバードで放送されている『JNNイブニング』（平日19:30）とは別番組である（『JNNイブニング』は、『JNNイブニング・ニュース』より3年ほど先に放送を開始している）。また前の番組「JNNニュースの森」もタイトルロゴ上のみのサブ題名で「JNN THE EVENING NEWS」と付いていた。
次番組『総力報道!THE NEWS』は、排他協定が適用されるJNNのネットニュースであるが、タイトルに「JNN」の冠がない。そのため、この番組の終了を以って、TBSが制作するレギュラーの全国ニュース番組から「JNN」冠の付いたニュース番組は消滅した。
2005年から2006年にかけての年末年始の放送は、18:00 - 18:30（12月31日は17:30 - 18:00）までの放送で、ニュース・スポーツニュースを放送した後ローカル枠のニュースに入り、ローカル枠のニュースが終了後再びイブニング・ニュースに再接続され天気予報が放送された（地域によっては、天気もローカル枠で放送されることもある）。
『JNNイブニング・ニュース』の名称は、TBSと業務提携の関係にある米CBSの『CBSイブニングニュース』と類似する。なおTBS系列の山陽放送（現・RSK山陽放送）については1971年から夕方のローカルニュースを『山陽TVイブニングニュース（現在はRSKイブニングニュース）』として放送しつづけていた為（『ニュースの森』時代は「N森・イブニングN」という両併記だった）RSK独自のデザイン（番組のロゴやアイキャッチ・テロップ等）を用いた。また、HBC、SBSは過去に番組名が『イブニングニュース』だった時期がある。

### 平日版
平日（祝日を含む）は、“TBS平日ワイド大改編・夕の変”としてスタートした大型ニュース・情報番組の『イブニング・ファイブ』内の1コーナーとして放送した。JNN枠の全国ニュースで、他とは区別した作りのため、17:50に『イブニング・ニュース』のタイトルを表示（但し、一部地域は除かれる）。また、副音声にて英語同時通訳による二ヶ国語放送を実施した（一部地域と年末年始は除く）。
平日の場合、重大なニュースの際などは16:54（または15:55）から『JNNイブニング・ニュース 緊急特集』または『JNNイブニング・ニューススペシャル』としてJNN協定が適用され全国ネット（内容によりTBSニュースバードでも同時放送される場合がある）で放送されるが、このようなタイトルになったときでもまれに放送されないネット局もある。また、一部の地域は18:16から1分間、コマーシャルを挿入する都合から、18:17までのところがある。
例えば2006年9月15日の放送は、オウム真理教元代表麻原彰晃の死刑が確定したニュースを伝えるため、『JNNイブニング・ニュース スペシャル』として16:54からの放送であったが、テレビ山口、毎日放送などでは17:50になったのと同時に、ヘッドラインとオープニングなしで、三雲の「イブニング・ニュースです」という挨拶から始まった。
他にも2007年11月28日の放送は、防衛省元事務次官夫妻が収賄で逮捕されたニュースと昼前に香川県坂出市で行方不明になっていた祖母と孫姉妹が遺体で発見されたニュースが重なったことからまず、15:55から1時間を元事務次官逮捕関連に終始し、16:54からは坂出の事件と元事務次官逮捕を並列して伝えた（両方とも一旦区切られ飛び降り・飛び乗りしやすいようにしている。いずれも『イブニング・ニュース スペシャル』と題していた）。
二ヶ国語放送を実施していない一部地域は北海道放送の函館・室蘭・旭川・網走・帯広・釧路地区のアナログ放送エリア（これらの地域でも地上デジタル放送では二ヶ国語放送が受信可能（2007年8月末 - 9月上旬にかけての試験放送開始より。正式開始は2007年10月））と、青森テレビ・北陸放送・山陰放送・テレビ山口のアナログ・デジタル放送全エリアとなっている。
開始から半年ほどはコメンテーター【後藤謙次（2006年5月9日に「イブニング・ファイブ」降板、月 - 水）・斎藤道雄（2006年9月1日に「イブニング・ファイブ」降板、木・金）】が出演していたが、3人のキャスターによるストレートニュースの形式に変更された。2006年9月4日から杉尾秀哉による解説が再開された。
地方のニュースは原則として、系列局から供給されるVTR映像を流している。ただし、速報時やフラッシュニュース（日曜版は系列局編集）、政治関係のニュースはTBSで編集している。
番組開始直後の1週間は前番組『JNNニュースの森』同様に全編ローカルスポンサーだった。4月1日から番組の後半はネットスポンサーとなった（隔日交替、コメントは前クレのみ）。平日夕方の全国ニュースにネットスポンサーが付くのは『JNNニュースの森』がネットスポンサー枠を廃止した2000年4月以降、5年ぶりとなった。
『総力報道!THE NEWS』の開始に伴い、2009年3月27日をもって平日版の放送は終了。

### 週末版
全曜日を通して唯一土曜日には、通称土6枠の直後にジャンクションが放送され、キャスターが「このあとは『イブニング・ニュース』。今日のニュースとスポーツをお伝えします」と言う事前収録によるバンク映像が毎日放送送出で流れていた。これは、前番組『ニュースの森』から続けられていた（同番組が1週遅れで17:30から放送されるSBS・RCCを除く）。この時には、番組のロゴが表示されているが、長峰・駒田時代の赤円内の「e」の太さは細くなっていた。
日曜日は、前番組『ニュースの森』に引き続き、スポーツを伝えた後に「今週の予定」と題して、翌日の月曜日からの一週間に何が行われるか（選挙、国会、裁判、スポーツの大会など）を大まかに紹介するコーナーがあった。しかし時間の都合で行われないことが多く、2006年1月以降はほとんど行われていない。2006年3月26日以降は、日曜日のスポーツニュースコーナーに「Weekly☆1（ウィークリーピカイチ）」というコーナーが新設された。内容は、放送日を含めた1週間のスポーツの中で印象的なシーンを集めたものになっている。この企画は、後継の『THE NEWS』でも行われている。
週末版の放送途中（通常は、スポーツニュースの前）に、『JNN報道特集』の予告が流されていた。2008年4月6日からは、日曜版の放送途中に『THE世界遺産』の予告が流された。ただ、どちらの場合にも報道系の特番が放送される際には、そちらが優先して流されていた。『THE世界遺産』の予告は、後継の『THE NEWS』でも流されている。
週末版の(全国枠)エンディングでは、提供クレジット(枠)の後、TBSの様にすぐCMに入る局、ATV（『ATVニュース』）やMBS（日曜日の『毎日新聞テレビ夕刊』に限る）の様に次番組の予告を行う局、RCCやRBCの様に番組タイトルを表示する局がそれぞれある。またHBCでは日曜日に限り、提供クレジット(枠)の前に次番組（「イブニング・ニュース　このあとは札幌から」）の番組タイトルを表示、その後番組宣伝の5秒CM（『みのもんたの朝ズバッ!』など）が入り、ローカルニュースに切り替わる。
日曜日の放送は他の曜日とは違い、すべてスポンサーがローカルセールスとなっている（局によってはスポンサーなしの地域がある）。2008年3月まで放送されていた土曜日にはネットスポンサーがあった（平日版とは逆で後クレ時に読み上げだった。前番組『ニュースの森』から続いていた）。
2008年4月改編で、土曜版は『JNN報道特集』の後継番組『報道特集NEXT』と報道特集NEXTが休止されるときの代替として『JNNニュース』のどちらかを放送することになった。これにより、土曜日の通常放送は同年3月29日を以って終了した（ただし年末年始は除く、詳細は下記参照）。また、この『報道特集NEXT』開始に伴って、毎日放送（MBS）の制作で放送されていた通称土6枠のアニメが、日曜夕方5時枠に移動して放送（2008年4月から『コードギアス 反逆のルルーシュR2』が放送）されることになった関係上、日曜版は30分繰り下げられた。
前述のように2009年4月からは平日版のニュースは『総力報道!THE NEWS』に移行するが、日曜版も2009年3月29日に放送終了した。後番組は『総力報道!THE NEWS』の日曜版『THE NEWS』、最終回の放送日にはNスタジオはすでにTHE NEWSのセットに衣替えされ、後ろに映っている報道局のフロアにも「総力報道!THE NEWS」のロゴが付けられていたが、衣替えされたNスタジオで通常通り放送された。なお、2005年春の「ニュースの森」の最終回でも「イブニング・ファイブ」のセットに衣替えされたスタジオで最終回が放送された。また、2008年春に「イブニング・ファイブ」や「NEWS23」のセットが新しくなる際も、新セットでリニューアル前最後の「イブニング・ニュース」が放送されている。現在の放送センターに移動してから2000年までは「NEWS23」以外は、日曜日から翌週の日曜日までの1週間、報道局のフロアから放送することで対応していた。

### 年末年始版
全日、ローカルニュースも内包した30分間の放送になる。番組の流れは、ほぼ週末版の流れを踏襲している。TBSから全国のニュース・スポーツニュースを放送した後に、ローカル枠のニュースに入り、ローカル枠のニュースが終了後、再びTBSに戻って天気予報が放送される（地域によっては、天気もローカル枠で放送されることもある）。
1月1日（元日）が土曜・日曜に重ならない限り、この期間の土曜・日曜にも、通常の週末キャスターが担当する。これ以外は、日替わりで男性と女性のアナウンサーが1人ずつ担当する。
年末・正月三が日は、関東ローカル枠まで放送する系列局もある。
2008年4月5日から、土曜日夕方のニュースは、当番組に替わって『報道特集NEXT』で伝えられるようになったが、特別編成により同番組が休止される際、夕方のニュースを補完する意味で、この時に限り土曜日にも『イブニング・ニュース』が放送された（2009年1月3日放送）。

## 出演者

### 週末
| 期間 | 期間      | メインキャスター | サブ&スポーツキャスター | お天気 |
| --- | --------- | ---------------- | ----------------------- | ------ |
| 2005.4.2 | 2006.9.24 | 長峰由紀1・2・3  | 駒田健吾                | 森朗3  |
| 2006.9.30 | 2008.9.28 | 長峰由紀1・2・3  | 伊藤隆太1・2・4         | 森朗3  |
| 2008.10.4 | 2009.3.29 | 長峰由紀1・2・3  | 山本匠晃                | 森朗3  |
| - 2008年4月から日曜日のみの放送、担当（天気予報は当初から日曜日のみ）。 - 番組初期キャスターは全員『JNNニュースの森』から続投。 - 1 週末昼の『JNNニュース』を兼務。 - 2 『報道特集NEXT』ニュースコーナーも続投、2008年4月 - 9月は同番組を兼務。 - 3 日曜夕方の『THE NEWS』も続投。 - 4 午後の『TBSニュース』を兼務。 |           |                  |                         |        |

## 放送時間

### 基本放送時間
（以下、すべてJST）
| 期間      | 期間      | 平日                   | 土曜日                 | 日曜日                 |
| --------- | --------- | ---------------------- | ---------------------- | ---------------------- |
| 2005.3.28 | 2008.3.30 | 17:50 - 18:16 （26分） | 18:30 - 18:55 （25分） | 17:00 - 17:25 （25分） |
| 2008.3.31 | 2009.3.29 | 17:50 - 18:16 （26分） | （放送なし）           | 17:30 - 17:55 （25分） |

### テーマ曲
※『イブニング・ファイブ』と同じ曲がかけられた。
- 2005年3月28日 - 2008年3月30日　『evening』作曲：城之内ミサ

※2007年12月29日の放送で、オープニング・ヘッドライン時に、このテーマ曲が流れないというトラブルが起こった。
- 2008年3月31日 - 2009年3月29日　『Something In The Wind』作曲：葉加瀬太郎

※平日版と日曜版では、アレンジ・テンポが異なり、葉加瀬のアルバムCDに収録されているものではなく、どちらのバージョンも番組オリジナルのものを使用した。
※年末年始版では、日曜版のアレンジのものが流された。

## 疑惑を持たれた報道
2006年7月21日の放送での旧日本軍731部隊の特集において、電話取材中の記者を映しているVTRに安倍晋三官房長官（当時）の写真入り小道具らしきものが約3秒間映った（その隣には、耐震偽装問題に関与していた小嶋進の顔写真もあった）。また、記者が発した「ゲリラ活動?」という言葉のテロップがこれに重なって映された。これについて各専門家や他のメディアは、安倍長官が自民党総裁選に出馬することが決定的になった時期であっただけに、「安倍長官と日本軍が関係しているかのような構図」による「イメージダウンを狙った印象操作」であると批判した。
その一方で、一部メディアではその反応を批判的に報道した。TBSは、写真は偶然映ったものであるとして、不適切な編集で誤解を与えてしまったことを謝罪したが、放送自体は意図的でなものではないことを強調した。同年8月11日付で、放送局を所轄・管理する総務省はTBSに厳重注意の行政指導を下した。